# The Model Scouts
The Model Scouts (Trước kia là The Model Agent) là chương trình truyền hình thực tế của Ireland năm 2009 trên kênh RTÉ Two với mười hai cô gái cạnh tranh.

## Các mùa
| Mùa | Phát sóng           | Quán quân          | Á quân          | Các thí sinh theo thứ tự bị loại | Tổng số thí sinh | Điểm đến quốc tế               |
| --- | ------------------- | ------------------ | --------------- | --- | ---------------- | ------------------------------ |
| 1   | 20 tháng 4 năm 2009 | Carrie-Anne Burton | Amber Rowan     | Chloe Loughnan & Miriam El-Mahdi & Sadhbh Moore, Julia McGovern & Lisa Madden & Rochelle McIntyre, Jaime O'Connell, Jennifer Foley, Laura Keohane, Sharon Touhey | 12               | Luân Đôn Paris New York        |
| 2   | 2 tháng 11 năm 2010 | Tabea Weyrauch     | Ellen Flanagann | Shannean Gormley & Heather O'Brien, Katie McGinn & Justine Kelly, Lauren Owens & Becky Ali, Sarah Taylor, Jessica Kelly, Lucy Moore, Aishling O'Connell          | 12               | Luân Đôn Paris Sydney New York |

## Mùa 1
Trong năm 2009, chương trình đã phát sóng từ ngày 20 tháng 4 đến 25 tháng 5 năm 2009. Chương trình đã theo dõi người mẫu Fiona Ellis trong cuộc tìm kiếm một siêu mẫu người Ireland. Trên đường đi qua Ireland, Ellis đã phát hiện ra tám cô gái trong cả nước và chọn bốn người cuối cùng trong mười hai người cuối cùng thông qua các đơn dăng kí mà cô nhận được. Siêu mẫu Erin O'Connor, người cũng được phát hiện bởi Ellis vào đầu sự nghiệp của cô là cố vấn của các cô gái. Mỗi tập phim đã thấy việc loại bỏ một hoặc nhiều cô gái.
Người chiến thắng trong cuộc thi là Carrie-Anne Burton, 19 tuổi từ Belfast. Cô đã nhận được: 1 hợp đồng người mẫu với Independent Models ở Luân Đôn và lên ảnh bìa tạp chí Image.

### Các thí sinh
(Độ tuổi tính từ ngày dự thi)
| Thí sinh           | Tuổi | Quê quán   | Bị loại ở | Hạng  |
| ------------------ | ---- | ---------- | --------- | ----- |
| Sadhbh Moore       | 18   | Kenmare    | Tập 2     | 12-10 |
| Miriam El-Mahdi    | 18   | Cork       | Tập 2     | 12-10 |
| Chloe Loughnan     | 16   | Blackrock  | Tập 2     | 12-10 |
| Lisa Madden        | 16   | Cork       | Tập 2     | 9-7   |
| Julia McGovern     | 17   | Belfast    | Tập 2     | 9-7   |
| Rochelle McIntyre  | 17   | Tuam       | Tập 2     | 9-7   |
| Jaime O'Connell    | 18   | Castletroy | Tập 3     | 6     |
| Jennifer Foley     | 18   | Cork       | Tập 4     | 5     |
| Laura Keohane      | 16   | Cork       | Tập 5     | 4     |
| Sharon Touhey      | 18   | Clara      | Tập 6     | 3     |
| Amber Rowan        | 16   | Dublin     | Tập 6     | 2     |
| Carrie-Anne Burton | 19   | Belfast    | Tập 6     | 1     |

- Lisa Madden trở thành thí sinh mùa 8 của Britain's Next Top Model.

### Thứ tự gọi tên
| Thứ tự | Tập         | Tập         | Tập                                           | Tập         | Tập         | Tập         | Tập         |  |
| Thứ tự | 1           | 2           | 2                                             | 3           | 4           | 5           | 6           |  |
| ------ | ----------- | ----------- | --------------------------------------------- | ----------- | ----------- | ----------- | ----------- |  |
| 1      | Rochelle    | Jaime       | Amber Carrie-Anne Jaime Jennifer Laura Sharon | Carrie-Anne | Amber       | Sharon      | Carrie-Anne |  |
| 2      | Jaime       | Julia       | Amber Carrie-Anne Jaime Jennifer Laura Sharon | Laura       | Laura       | Carrie-Anne | Amber       |  |
| 3      | Chloe       | Carrie-Anne | Amber Carrie-Anne Jaime Jennifer Laura Sharon | Sharon      | Sharon      | Amber       | Sharon      |  |
| 4      | Laura       | Sharon      | Amber Carrie-Anne Jaime Jennifer Laura Sharon | Amber       | Carrie-Anne | Laura       |             |  |
| 5      | Sharon      | Jennifer    | Amber Carrie-Anne Jaime Jennifer Laura Sharon | Jennifer    | Jennifer    |             |             |  |
| 6      | Amber       | Laura       | Amber Carrie-Anne Jaime Jennifer Laura Sharon | Jaime       |             |             |             |  |
| 7      | Julia       | Rochelle    | Julia Lisa Rochelle                           |             |             |             |             |  |
| 8      | Carrie-Anne | Amber       | Julia Lisa Rochelle                           |             |             |             |             |  |
| 9      | Sadhbh      | Lisa        | Julia Lisa Rochelle                           |             |             |             |             |  |
| 10     | Lisa        | Chloe       |                                               |             |             |             |             |  |
| 11     | Miriam      | Miriam      |                                               |             |             |             |             |  |
| 12     | Jennifer    | Sadhbh      |                                               |             |             |             |             |  |

     Thí sinh được miễn loại
     Thí sinh bị loại
     Thí sinh chiến thắng cuộc thi
- Trong tập 2, Lisa, Julia & Rochelle bị loại vào cuối tập.

## Mùa 2
Trong mùa thứ hai, chương trình được đổi tên thành The Model Scouts và phát sóng từ ngày 2 tháng 11 đến 21 tháng 12 năm 2010. Jeni Rose và David Cunningham của IMG Models là những giám khảo của chương trình. Các cô gái đã được đưa tới Luân Đôn, Paris, Sydney và New York.
Người chiến thắng trong cuộc thi là Tabea Weyrauch, 16 tuổi từ Derry. Cô đã nhận được: 1 hợp đồng người mẫu với IMG Models ở Paris & New York trong một năm, lên ảnh bìa tạp chí Life và trở thành gương mặt cho A Wear ở Ireland và Anh.

### Các thí sinh
(Độ tuổi tính từ ngày dự thi)
| Thí sinh           | Tuổi | Chiều cao               | Quê quán      | Bị loại ở | Hạng  |
| ------------------ | ---- | ----------------------- | ------------- | --------- | ----- |
| Shannean Gormley   | 16   | 1,83 m (6 ft 0 in)      | Gorey         | Tập 2     | 12-11 |
| Heather O'Brien    | 19   | 1,70 m (5 ft 7 in)      | Mullagh       | Tập 2     | 12-11 |
| Katie McGinn       | 17   | 1,70 m (5 ft 7 in)      | Castleblayney | Tập 3     | 10-9  |
| Justine Kelly      | 17   | 1,74 m (5 ft 8+1⁄2 in)  | Achill        | Tập 3     | 10-9  |
| Lauren Owens       | 16   | 1,74 m (5 ft 8+1⁄2 in)  | Rush          | Tập 4     | 8-7   |
| Becky Ali          | 16   | 1,75 m (5 ft 9 in)      | Gorey         | Tập 4     | 8-7   |
| Sarah Taylor       | 20   | 1,76 m (5 ft 9+1⁄2 in)  | Dromore       | Tập 5     | 6     |
| Jessica Kelly      | 17   | 1,75 m (5 ft 9 in)      | Darndale      | Tập 6     | 5     |
| Lucy Moore         | 16   | 1,79 m (5 ft 10+1⁄2 in) | Donnybrook    | Tập 7     | 4     |
| Aishling O'Connell | 18   | 1,74 m (5 ft 8+1⁄2 in)  | Castleisland  | Tập 8     | 3     |
| Ellen Flanagan     | 16   | 1,79 m (5 ft 10+1⁄2 in) | Sandymount    | Tập 8     | 2     |
| Tabea Weyrauch     | 16   | 1,78 m (5 ft 10 in)     | Derry         | Tập 8     | 1     |

### Thứ tự gọi tên
| 1  | Tabea            | Jessica       | Aishling     | Ellen    | Aishling | Ellen    | Ellen    | Tabea |  |  |  |  |  |  |  |  |  |  |  |  |
| 2  | Katie            | Ellen         | Sarah        | Aishling | Tabea    | Tabea    | Tabea    | Ellen |  |  |  |  |  |  |  |  |  |  |  |  |
| 3  | Lauren           | Sarah         | Ellen        | Tabea    | Ellen    | Aishling | Aishling |       |  |  |  |  |  |  |  |  |  |  |  |  |
| 4  | Becky            | Becky         | Lucy         | Jessica  | Lucy     | Lucy     |          |       |  |  |  |  |  |  |  |  |  |  |  |  |
| 5  | Aishling         | Aishling      | Tabea        | Lucy     | Jessica  |          |          |       |  |  |  |  |  |  |  |  |  |  |  |  |
| 6  | Sarah            | Lauren        | Jessica      | Sarah    |          |          |          |       |  |  |  |  |  |  |  |  |  |  |  |  |
| 7  | Lucy             | Lucy          | Becky Lauren |          |          |          |          |       |  |  |  |  |  |  |  |  |  |  |  |  |
| 8  | Jessica          | Tabea         | Becky Lauren |          |          |          |          |       |  |  |  |  |  |  |  |  |  |  |  |  |
| 9  | Ellen            | Justine Katie |              |          |          |          |          |       |  |  |  |  |  |  |  |  |  |  |  |  |
| 10 | Justine          | Justine Katie |              |          |          |          |          |       |  |  |  |  |  |  |  |  |  |  |  |  |
| 11 | Heather Shannean |               |              |          |          |          |          |       |  |  |  |  |  |  |  |  |  |  |  |  |
| 12 | Heather Shannean |               |              |          |          |          |          |       |  |  |  |  |  |  |  |  |  |  |  |  |

     Thí sinh được miễn loại
     Thí sinh bị loại
     Thí sinh chiến thắng cuộc thi
- Tập 1 là tập casting.

### Buổi chụp hình
- Tập 2: Ảnh thẻ thời trang
- Tập 3: Trên đường phố Soho; Ảnh chân dung và toàn thân tự nhiên
- Tập 4: Thời trang nước Pháp trong quán cà phê; Thời trang nam tính trên quảng trường Concorde
- Tập 5: Áo tắm ở bãi biển với người mẫu nam Tom O'Connor
- Tập 6: Trình diễn thời trang trong Sydney Fashion Week
- Tập 7: Vieo thời trang: thiếu nữ thập niên 1920; Ảnh chân dung vẻ đẹp tự nhiên; Thời trang thập niên 1920
- Tập 8: Ảnh quảng cáo cho A Wear; Ảnh bìa tạp chí Life